# Jules Girard (Bischof)
Jules Girard SMA (* 25. Mai 1863 in Cistrières, Zweites französisches Kaiserreich; † 23. März 1950 in Heliopolis, Kairo, Ägypten) war ein römisch-katholischer Geistlicher.

## Leben
Jules Girard wurde 1863 in Cistrières geboren. Am 25. Dezember 1883 trat er der Gesellschaft der Afrikamissionen bei. Am 19. Juni 1886 wurde er zum Diakon und am 19. September 1886 zum Priester für den Orden geweiht.
1916 ernannte Papst Pius X. ihn zum Apostolischen Administrator des Apostolischen Vikariats Nildelta. Papst Benedikt XV. ernannte ihn am 8. Juli 1921 zum Titularbischof von Bulla Regia und Apostolischen Vikar des Nildeltas. Andrea Cassulo, Apostolischer Delegat von Ägypten und Arabien, weihte ihn am 23. Oktober 1921 zum Bischof. Mitkonsekratoren waren Joseph-Maxime Sedfaoui, Bischof der koptisch-katholischen Eparchie Minya, und Jean Couzian, Bischof der armenisch-katholischen Eparchie Iskanderiya. Am 13. November 1921 wurde er als Apostolischer Vikar inthronisiert.